# Блокгауз

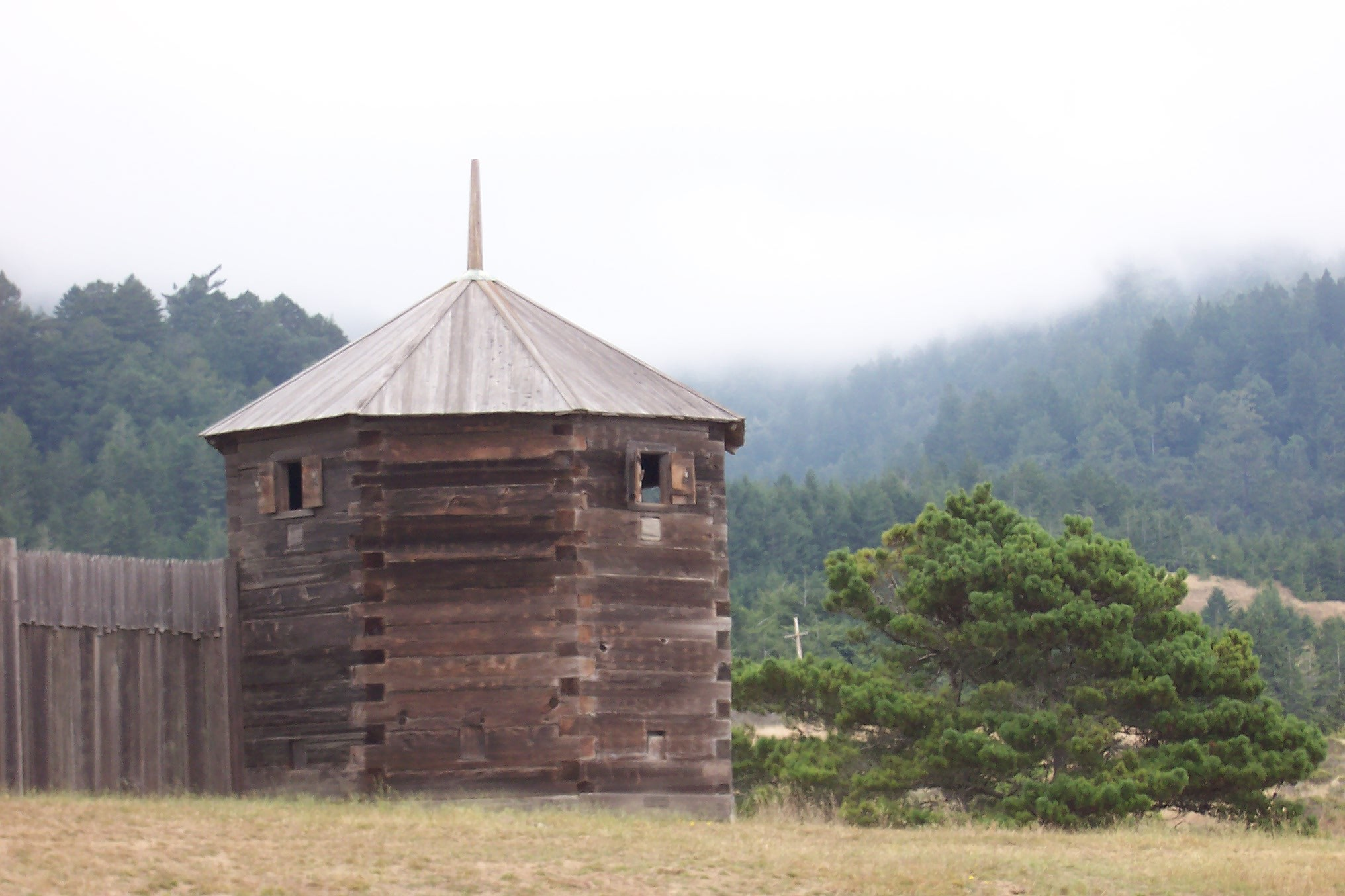
Блокгауз форта Росс

Блокга́уз (нем. Blockhaus «бревенчатый дом») — фортификационное огневое сооружение, приспособленное для ведения кругового ружейного и артиллерийского огня и для проживания гарнизона.
Блокгауз строится из дерева, камня, бетона, стали. Для ведения огня блокгаузы оснащаются амбразурами. Деревянные блокгаузы в полевой фортификации впервые были применены прусской армией в 1778 году. В долговременной фортификации блокгаузы применялись главным образом для прикрытия мостов, при обороне в городах, лесисто-болотистой местности, горных проходах и системе долговременных укреплений. Блокауз как замкнутое строение внутри укрепления, или на особенно важном месте, для последнего отпора и защиты — Бойни́ца.

## История

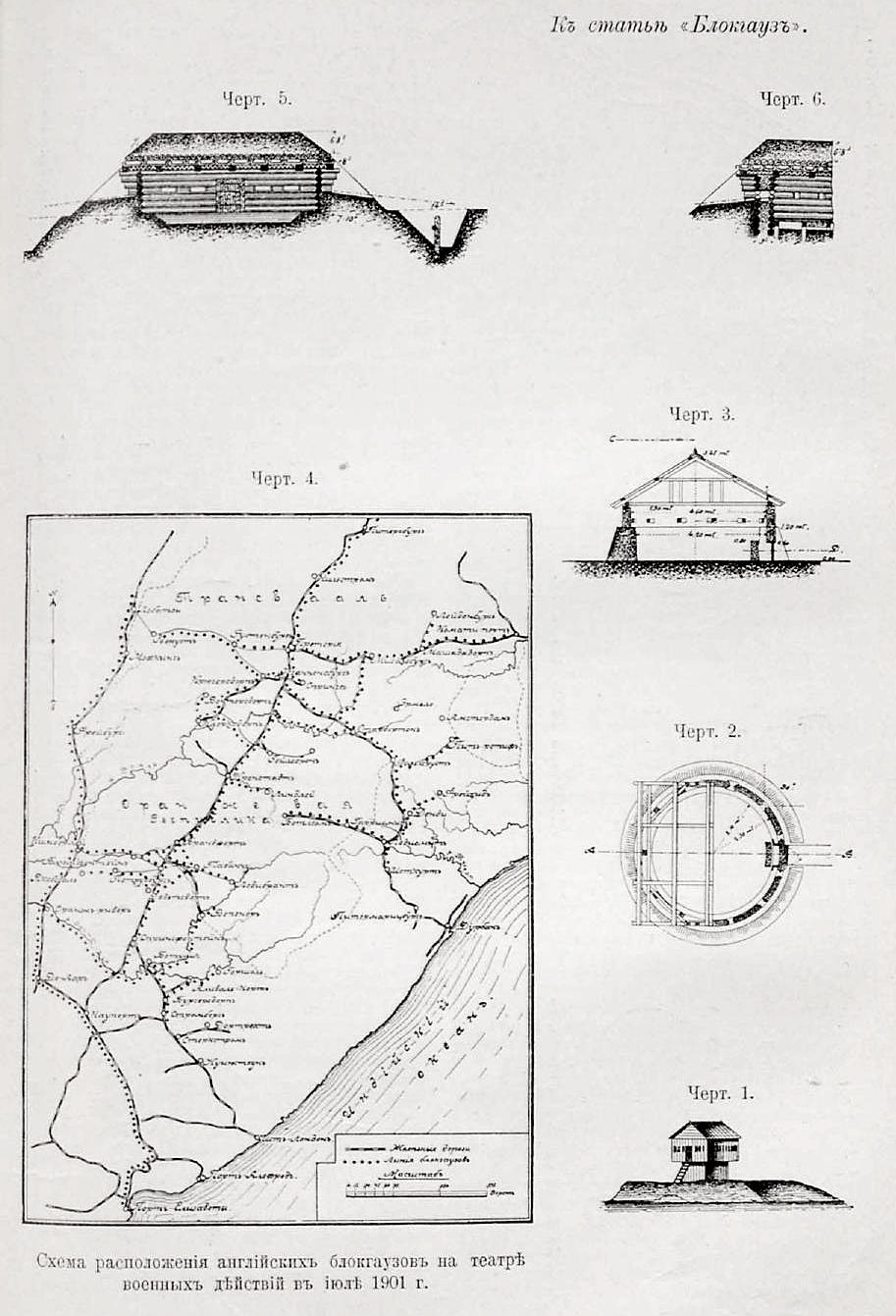
Рисунок из статьи «Блокгауз»
(«Военная энциклопедия Сытина»)

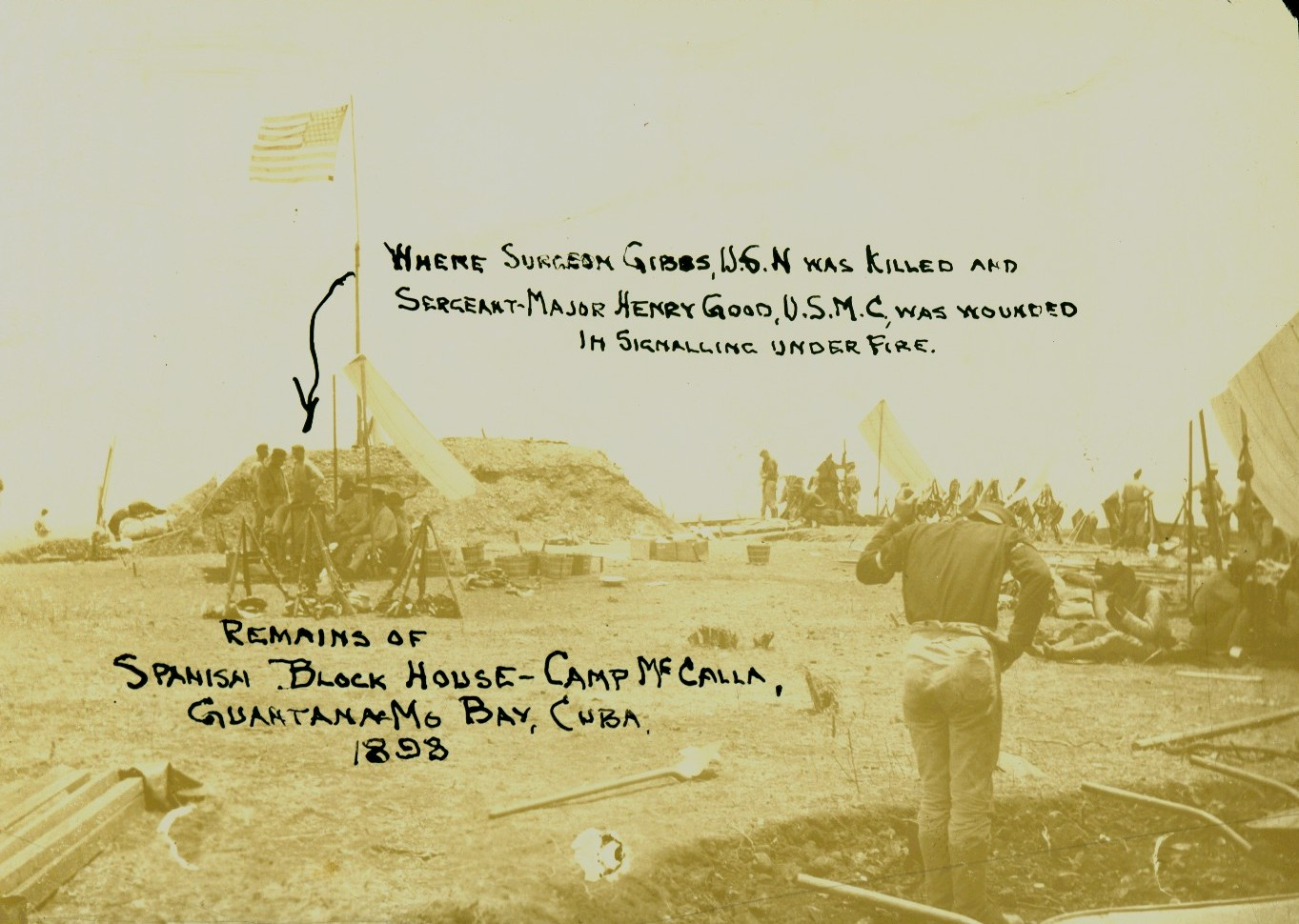
разрушенный испанский блокгауз на побережье залива Гуантанамо (фотоснимок 1898 года из коллекции генерал-майора Смедли Д. Батлера)

Блокгаузы использовались в ходе испано-американской войны - для улучшения защиты залива Гуантанамо на случай морского десанта США испанскими войсками был построен дерево-земляной блокгауз (который был разрушен артиллерийским огнём в 1898 году при высадке войск США), ещё один блокгауз был построен в районе селения "El Caney".
В англо-бурской войне 1899—1902 гг. системы блокгаузов, между которыми находились промежутки с искусственными препятствиями, широко применялись англичанами из-за отсутствия у буров артиллерии.
Для защиты от партизанских отрядов англичане соорудили по стране сеть блокгаузов, прикрывавших важные направления и ориентиры. Блогкаузы строили из камня или железа. Каменные были круглыми, четырехгранными или многогранными сооружениями с железной крышей. У железных были особые стены: два металлических листа с пустым пространством между ними, которое заполнялось песком.
Строили блокгаузы зигзагами (чтобы рядом стоящие не находились на одной прямой), расстояние между двумя соседними блокгаузами составляло до 1 000 метров (все зависело от природных условий). Между блокгаузами натягивалась колючая проволока, иногда в один ряд, иногда в два ряда с переплетением. Под проволочным ограждением выкапывался ров метровой глубины.
За время войны англичане соорудили около 8 000 блокгаузов. Их постройка и содержание стоили дорого. Английские военные считали, что система окупала затраты, буры — нет. Караульную службу в блокгаузах несли до 50 000 солдат.

## Первая мировая война
В Первой мировой войне блокгаузы применялись армией Германии там, где было невозможно применить артиллерию (в лесах) или при невозможности окопаться (в болотистой местности).
План Шлиффена подразумевал ведение Германией войны на два фронта. Пока на западном фронте войска вели активные боевые действия, немецкие силы на восточном фронте должны были сдерживать русское наступление. Первоочередной задачей было помешать объединению двух группировок русских войск, располагающихся около Немана и Нарвы. Для этого были укреплены промежутки между Мазурскими озерами: прорыты каналы шириной 19 метров, которые невозможно было перейти вброд. Для отсечения действий русской конницы через каждые 850—1000 м вдоль каналов располагались кирпичные двухъярусные блокгаузы. Подходы к ним были защищены тремя рядами колючей проволоки. Укрепления позволяли оборонить участок фронта в 110 км силами одной дивизии и не допустить проникновения русской армии в Восточную Пруссию.

## Вторая мировая война

### Блокгаузы Франции
Блокгаузы были важной составляющей линии Мажино. Они прикрывали участки, труднодоступные для наступления крупных масс противника. Блокгаузы являлись основным типом укреплений по Рейну: выстроенные в шахматном порядке, они обороняли берег от противника. В Бельгии блокгаузы были построены вдоль канала Альберта, они прикрывали реку фланкирующим огнём при наступлении со стороны Голландии.
Кроме того, блокгаузы входили в состав укрепленных районов. Оборонительная полоса, проходящая в 1 км от передовой линии, оснащалась полукапонирами и малыми железобетонными блокгаузами. Эти укрепления возводились войсками в военное время: материалы для постройки приготовлялись заранее, а доставку до фронта осуществляли специальные армейские инженерные парки.

### Блокгаузы Германии
Еще до начала войны на границе с Францией немцы создали линию Зигфрида. Её участок в районе Страсбурга был оснащен 28-ю блокгаузами, расположенными на расстоянии 150 м друг от друга. Размеры 1 сооружения составляли 25 метров в длину и 6 метров в ширину. На вооружении состояло 5 пулемётов, 2 мортиры и 2 огнемёта. Каждый блокгауз оснащался 2 выходами.
Линии блокгаузов использовались немцами и на Восточном фронте: под Ленинградом они сдерживали партизанские и диверсионные отряды Красной Армии. Блокгаузы строились преимущественно в лесистой местности. В отличие от прочих железобетонных укреплений, они были практически незаметны: располагались так, чтобы их укрывал ландшафт, маскировались камуфляжной краской, кустами, ветвями и тому подобное. Основанием блокгауза служил окоп, в который последовательно ставили несколько бетонных конструкций. Инженерные части изготовляли большую часть из них заранее, постройка занимала немного времени. Немецкие блокгаузы были рассчитаны на 4 — 5 человек, имели 7 амбразур для наблюдения за местностью, ружейного и пулемётного огня.

Японские блокгаузы ВМВ

### Блокгаузы Японии
Японцы применяли блокгаузы и похожие на них сооружения для защиты объектов в тылу от партизан. Как правило, это были примитивные двухъярусные постройки с несколькими амбразурами, позволявшими вести круговой огонь. Внешний вид сооружений определялся характером окружающих зданий и предметов. Блокгаузы маскировали под служебные здания, жилые дома, отдельно стоящие блокгаузы — под кумирни и тому подобное.